# Magdalena Sochoń
Magdalena Sochoń (ur. 25 lutego 1995) – polska lekkoatletka specjalizująca się w wielobojach. 
W 2015 zajęła dziesiąte miejsce w młodzieżowych mistrzostwach Europy. 
Stawała na podium mistrzostw Polski seniorów zdobywając jeden srebrny medal (Kraków 2015). Medalistka halowych mistrzostw Polski seniorów ma w dorobku jedno złoto (Spała 2015). 
Przed rozpoczęciem treningów lekkoatletycznych była tenisistką. 
Rekordy życiowe: siedmiobój (stadion) – 5695 pkt. (7 czerwca 2015, Kraków); pięciobój (hala) – 4366 pkt. (1 lutego 2015, Spała). 

## Osiągnięcia
| Rok  | Impreza                        | Miejsce | Konkurencja | Lokata      | Wynik     |
| ---- | ------------------------------ | ------- | ----------- | ----------- | --------- |
| 2015 | Młodzieżowe mistrzostwa Europy | Tallinn | siedmiobój  | 10. miejsce | 5533 pkt. |